# Élections législatives danoises de 1966
Les élections législatives danoises de 1966 ont eu lieu le 22 novembre 1966.

## Contexte
À la suite des élections précédentes, le social-démocrate Jens Otto Krag est reconduit au poste de Premier ministre à la tête d'un gouvernement minoritaire ne rassemblant que des membres de son parti. Ces élections se tiennent deux ans avant la fin du mandat des députés.

## Système électoral
Les 179 députés du Folketing sont élus au suffrage universel direct pour un mandat de quatre ans via un système électoral mixte associant un scrutin proportionnel plurinominal dans le cadre de circonscriptions associé à une répartition par compensation.
Les 179 députés sont répartis comme suit, :
- 175 pour le Danemark propre ;
- 2 pour les Îles Féroé ;
- 2 pour le Groenland.

## Résultats

### Danemark métropolitain
| Inscrits                     | Inscrits                 | Inscrits                 | 3 162 871 |             |                       |                       |
| Abstentions                  | Abstentions              | Abstentions              | 360 567   | 11,4 %      |                       |                       |
| Votants                      | Votants                  | Votants                  | 2 802 304 | 88,6 %      |                       |                       |
|                              |                          |                          |           |             |                       |                       |
| Bulletins enregistrés        | Bulletins enregistrés    | Bulletins enregistrés    | 2 802 304 |             |                       |                       |
| Bulletins blancs ou nuls     | Bulletins blancs ou nuls | Bulletins blancs ou nuls | 8 297     | 0,3 %       |                       |                       |
| Suffrages exprimés           | Suffrages exprimés       | Suffrages exprimés       | 2 794 007 | 99,7 %      | 175 sièges à pourvoir | 175 sièges à pourvoir |
|                              |                          |                          |           |             |                       |                       |
| Liste                        | Tête de liste            |                          | Suffrages | Pourcentage | Sièges acquis         | Var.                  |
| Social-démocratie            | Poul Hartling            |                          | 1 068 911 | 38,26 %     | 69 / 175              | 7                     |
| Venstre                      | Erik Eriksen             |                          | 539 027   | 19,29 %     | 35 / 175              | 3                     |
| Parti populaire conservateur | Poul Sørensen            |                          | 522 028   | 18,68 %     | 34 / 175              | 2                     |
| Parti populaire socialiste   | Aksel Larsen             |                          | 304 437   | 10,9 %      | 20 / 175              | 10                    |
| Parti social-libéral danois  | Karl Skytte              |                          | 203 858   | 7,3 %       | 13 / 175              | 3                     |
| Centre libéral               | Bent Noack               |                          | 69 180    | 2,48 %      | 4 / 175               | n/a                   |
| Parti indépendant            | Néant                    |                          | 44 994    | 1,61 %      | 0 / 175               | 6                     |
| Parti communiste du Danemark | Knud Jespersen           |                          | 21 553    | 0,77 %      | 0 / 175               | en stagnation         |
| Parti de la justice          | Direction collégiale     |                          | 19 905    | 0,71 %      | 0 / 175               | en stagnation         |
| Indépendants                 | Néant                    |                          | 114       | 0 %         | 0 / 175               | n/a                   |

### Féroé
| Inscrits                 | Inscrits                 | Inscrits                 | 21 764    |             |                     |                     |
| Abstentions              | Abstentions              | Abstentions              | 11 143    | 51,2 %      |                     |                     |
| Votants                  | Votants                  | Votants                  | 10 621    | 48,8 %      |                     |                     |
|                          |                          |                          |           |             |                     |                     |
| Bulletins enregistrés    | Bulletins enregistrés    | Bulletins enregistrés    | 10 621    |             |                     |                     |
| Bulletins blancs ou nuls | Bulletins blancs ou nuls | Bulletins blancs ou nuls | 52        | 0,49 %      |                     |                     |
| Suffrages exprimés       | Suffrages exprimés       | Suffrages exprimés       | 10 569    | 99,51 %     | 2 sièges à pourvoir | 2 sièges à pourvoir |
|                          |                          |                          |           |             |                     |                     |
| Liste                    | Tête de liste            |                          | Suffrages | Pourcentage | Sièges acquis       | Var.                |
| Parti social-démocrate   | Peter Mohr Dam           |                          | 3 864     | 36,56 %     | 1 / 2               | en stagnation       |
| Parti du peuple          | Poul Andreasen           |                          | 3 549     | 33,58 %     | 1 / 2               | 1                   |
| Parti de l'union         | Néant                    |                          | 3 156     | 29,86 %     | 0 / 2               | 1                   |

### Groenland
| Votants                  | Votants                  | Votants                  | 6 660     |             |                     |                     |
|                          |                          |                          |           |             |                     |                     |
| Bulletins enregistrés    | Bulletins enregistrés    | Bulletins enregistrés    | 6 660     |             |                     |                     |
| Bulletins blancs ou nuls | Bulletins blancs ou nuls | Bulletins blancs ou nuls | 138       | 2,07 %      |                     |                     |
| Suffrages exprimés       | Suffrages exprimés       | Suffrages exprimés       | 6 522     | 97,93 %     | 2 sièges à pourvoir | 2 sièges à pourvoir |
|                          |                          |                          |           |             |                     |                     |
| Liste                    | Tête de liste            |                          | Suffrages | Pourcentage | Sièges acquis       | Var.                |
| Indépendants             | Néant                    |                          | 6 522     | 100 %       | 2 / 2               | =                   |